# William Ross Ashby
William Ross Ashby (Londra, 6 settembre 1903 – 15 novembre 1972) è stato uno psichiatra britannico e uno dei pionieri e divulgatori della cibernetica. Fu noto anche semplicemente come Ross Ashby o W. Ross Ashby, in quanto generalmente non usò il proprio nome di battesimo, o ne usò solo l'iniziale.

## Biografia
William Ross Ashby nacque nel 1903 a Londra, dove suo padre lavorava per un'agenzia pubblicitaria. Dopo le scuole superiori, frequentate a Edimburgo, si iscrisse nel 1921 al Sidney Sussex College dell'Università di Cambridge, ove ricevette il bachelor in zoologia nel 1924. In questo periodo coltivava anche altri interessi, come quelli per l'astronomia e la matematica.
Decise poi di dedicarsi alla medicina, frequentando il St. Bartholomew's Hospital a Londra dal 1924; ricevette poi a Cambridge una laurea di primo livello in medicina (MB B.Ch.) nel 1928, un diploma in Psicologia Medica nel 1930, e la laurea in medicina, sempre a Cambridge, nel 1935. Nel 1931 si era sposato con Elsie Maud Thorne, che gli avrebbe dato tre figlie. 
Nel 1930 iniziò a lavorare come psichiatra al Leavesdon Mental Hospital vicino a Londra, e per i successivi trenta anni proseguì la sua carriera di psichiatra in varie posizioni in Gran Bretagna. Tra il 1945 e il 1947 fu in India come ufficiale medico dell'esercito britannico.
Fu membro del Ratio Club e fu in contatto con il gruppo dei partecipanti alle Macy Conference on Cybernetics. Nel 1952 e nel 1956 aveva pubblicato le sue due opere maggiori, "Design for a Brain - The origin of adaptive behaviour" e "An introduction to cybernetics".
Dal 1960 e fino al 1970 si trasferì negli Stati Uniti, come docente al Dipartimento di Biofisica e Ingegneria Elettronica dell'Università dell'Illinois a Urbana, che in quegli anni era un importante centro di ricerca cibernetica guidato da Heinz von Foerster; in questo ruolo conobbe e influenzò molti esponenti della cosiddetta cibernetica del secondo ordine. Rientrato in patria, morì nel 1972 dopo una breve malattia.

## Attività

### Il diario
Il pensiero scientifico di Ashby è contenuto, oltre che in circa 120 tra articoli e libri, in un diario ("journal"), che egli tenne per oltre 44 anni, registrandovi le sue riflessioni. Lo iniziò a maggio 1928, da studente di medicina, e continuò a riempirlo fino alla morte, producendo una serie di 25 volumi per un totale di 7.189 pagine. Nel 2003 i diari sono stati affidati alla British Library, e nel 2008 il loro contenuto è divenuto disponibile online, assieme a tutto l'archivio di Ashby.

### Equilibrio, stabilità e adattamento
I temi fondamentali del pensiero di Ashby non si discostano da quelli che ispirarono Wiener, considerato il fondatore della cibernetica.  Per ambedue, uno dei punti di partenza è rappresentato dall'opera del fisiologo americano Cannon, che aveva messo in luce la capacità dei sistemi biologici di reagire agli stimoli provenienti dall'ambiente, mantenendo costanti i valori delle proprie grandezze caratteristiche.  A questa capacità Cannon aveva assegnato il nome di omeostasi.
Ashby ritiene che l'omeostasi permetta di spiegare in termini puramente meccanici le funzioni dei sistemi biologici, e del sistema nervoso in particolare; essa è all'origine della capacità di adattamento di un organismo, che gli permette di mantenersi in una situazione di equilibrio, e quindi della sua stabilità e della sua apparente teleologia.
Ashby individua poi in alcuni sistemi, in particolare il sistema nervoso, un'ulteriore caratteristica, più stringente della stabilità, che egli chiama ultrastabilità. Un sistema ultrastabile si mantenere in equilibrio con l'ambiente circostante anche attraverso il cambiamento del proprio modo di funzionare, tramite una riconfigurazione che genera una nuova modalità di comportamento della macchina, indotta dall'interazione con l'ambiente. L'ultrastabilità, secondo Ashby, può essere considerata come l'effetto di un processo di apprendimento.

### L'omeostato
Per illustrare il concetto di ultrastabilità, Ashby concepì e realizzò un dispositivo elettromeccanico che chiamò "omeostato" e che divenne presto popolare. Le prime tracce dell'omeostato negli appunti di Ashby risalgono al 1946, mentre il primo esemplare fu completato nel marzo del 1948, utilizzando materiale militare di recupero; una prima descrizione tecnica del dispositivo venne pubblicata su una rivista nel dicembre 1948.  Nel 1949 la rivista Time gli dedicò un articolo descrivendolo come "l'oggetto più vicino ad un cervello sintetico sinora progettata dall'uomo". Nel 1952, Ashby ne dette una dimostrazione alla nona Macy conference on cybernetics a New York.
L'omeostato è formato da quattro unità tra loro uguali. In ciascuna di esse è presente un magnete mobile, la cui posizione è visibile mediante un indicatore che scorre su una scala graduata; lo "stato" dell'omeostato è rappresentato, anche visualmente, dalla posizione dei quattro indicatori.  Per controllare il movimento dei magneti, ogni unità comprende due circuiti elettrici: il primo genera una corrente, che rappresenta l'"uscita" dell'unità, proporzionale alla deviazione del magnete dalla posizione centrale; il secondo produce, tramite una serie di avvolgimenti elettrici, il campo magnetico che determina la posizione del magnete. La corrente che scorre negli avvolgimenti (l'"ingresso" dell'unità) è costituita dalla combinazione tra le correnti di uscita dell'unità stessa e delle altre tre: le quattro unità sono quindi interconnesse tra loro da una serie di circuiti di retroazione, che fanno in modo che esse si influenzino reciprocamente.
L'omeostato può essere "configurato" modificando, tramite appositi componenti variabili, i circuiti che combinano tra loro le correnti in ingresso alle unità.  A seconda della configurazione prescelta dall'operatore, l'omeostato, dopo un transitorio più o meno lungo, può trovare una situazione di equilibrio (i magneti restano stabilmente nella loro posizione centrale), o di non equilibrio (i magneti si muovono fino a fondo corsa e lì restano bloccati). Nel primo caso il sistema può essere definito stabile, in quanto per determinati ambiti dei valori di ingresso (quelli permessi dalla configurazione scelta) resta in equilibrio.  È possibile fare in modo che la macchina si riconfiguri automaticamente; questo è permesso dall'uso di speciali interruttori ("uniselector", in genere usati all'epoca nella commutazione telefonica) che possono assumere un numero molto elevato di configurazioni, passando dall'una all'altra automaticamente, senza richiedere l'intervento dell'operatore.  In questo caso, se l'omeostato si trova in una configurazione di non equilibrio, un sistema di temporizzazione permette di generarne automaticamente una nuova dopo alcuni secondi; la macchina prova così sequenzialmente una serie di possibili configurazioni e si arresta solo quando ne trova una di equilibrio.  Questo comportamento può essere definito secondo Ashby ultrastabile, in quanto in grado di pervenire a una situazione di equilibrio variando le modalità di funzionamento del sistema. Questo processo, che simula molti comportamenti del sistema nervoso, viene paragonato da Ashby all'apprendimento.
È interessante notare che, quando Alan Turing venne a conoscenza, nel 1946, dell'intenzione di Ashby di costruire l'omeostato, gli scrisse suggerendo di evitare la realizzazione di un dispositivo fisico, e di simularne invece il funzionamento sull'Automatic Computing Engine (ACE), il calcolatore che lo stesso Turing stava costruendo per il National Physical Laboratory britannico.

## Opere
- (EN) W. Ross Ashby, Journal of W. Ross Ashby, in The W. Ross Ashby Digital Archive. URL consultato il 19 febbraio 2018 (archiviato dall'url originale il 18 giugno 2022).
- (EN) W. Ross Ashby, Adaptiveness and equilibrium, in The British Journal of Psychiatry, vol. 86, n. 362, maggio 1940,  pp. 478-483, DOI:10.1192/bjp.86.362.478. URL consultato il 19 febbraio 2018.
- (EN) W. Ross Ashby, Design for a Brain - The origin of adaptive behaviour, 1952 (I edizione); 1960 (II edizione, John Wiley & Son, Chapman & Hall), 1952/1960. Traduzione italiana:  Paola Unnia (a cura di), Progetto per un cervello, Milano, Bompiani, 1970.
- (EN) W. Ross Ashby, An Introduction to Cybernetics (PDF), Chapman & Hall, 1956. Traduzione italiana:  Mauro Nasti (a cura di), Introduzione alla cibernetica, Torino, Einaudi, 1971.
- (EN) W. Ross Ashby, Mechanisms of Intelligence: Ross Ashby's Writings on Cybernetics, a cura di Roger C. Conant, Intersystems Publishers, 2008, ISBN 978-1127197705.